# Mason Wyler
Pour les articles homonymes, voir Wyler.
Mason Wyler, né le 28 janvier 1984 à Arlington (Texas), est un acteur pornographique gay américain.

## Synopsis
Mason Wyler vit dans la banlieue de Houston, au Texas.
En 2010, l'acteur révèle être séropositif et avoir décide en conséquence de ne plus tourner dans des films pornographiques.

## Filmographie
- Riding Hard (2006)
- Down the Drain (2006)
- Deep Water Beach Patrol 1 (2006)
- Spokes 3 (2006)
- Closed Set Titan Stage One (2006)
- Black Black -n- Blue 1 (2006)
- Summit Brent Corrigan's (2007)
- Santo Domingo Collin O'Neal's World of Men (2007)
- The Road to Redneck Hollow (2007)
- Miami Collin O'Neal's World of Men (2007)
- Just Add Water (2007)
- Endless Crush (2007)
- Cock Tease (2007)
- Campus Pizza (2007)
- A to Z Adam to Zack (2007)
- Obsession of D.O. (2007)
- Muscle Ranch 2 (2007)
- Trunks 5 (2008)
- Splish Splash (2008)
- Dare 	(2008)
- Strong Will The Assertion (2008)
- Welcome to My World (2009)
- Bang It Out (2011)
- Mason Wyler Raw (2012)

## Récompenses et distinctions
- Nommé aux Grabby Awards en 2007 pour Closed Set: Titan Stage One
- Nommé aux GayVN Awards en 2008 pour Dare[1]
- Lauréat de l'European Gay Porn Awards pour Builder Boy en 2008[2]